# 安庭
安庭（1968年6月—），北京市人，蒙古族，中華人民共和國企業家和政治人物，民建成員，第十三屆全國政協委員，第十二届北京市政协常委，北京希肯国际文化艺术集团董事长。